# Discurso sobre a Origem e os Fundamentos da Desigualdade entre os Homens
Discurso sobre a origem e os fundamentos da desigualdade entre os homens (em francês: Discours sur l'origine et les fondements de l'inégalité parmi les hommes) é uma obra do filósofo Jean-Jacques Rousseau. O texto foi escrito em 1754 em reação a uma competição por um prémio da Academia de Dijon (Académie des Sciences, Arts et Belles-Lettres de Dijon) respondendo ao seguinte: "O que é a origem da desigualdade entre os homens, e é ela autorizada pelo direito natural?". Apesar de ele não ter obtido reconhecimento do comitê julgador do prémio por essa obra (ao contrário do que aconteceu com o Discurso sobre as ciências e as artes), ele entretanto publicou o texto em 1755.
A conclusão de Rousseau é a de que a origem da desigualdade entre os homens é a propriedade privada — pensamento que será bastante caro para a esquerda moderna, e mesmo para os revolucionários Robespierre e Saint-Just durante a Revolução Francesa.

## Argumento
O texto de Rousseau é dividido em quatro partes principais: a dedicatória, o prefácio, uma extensa investigação sobre a natureza do ser humano e outra investigação sobre a evolução da espécie humana dentro da sociedade. Ele também inclui um apêndice que elabora principalmente na pesquisa antropológica do século XVIII em todo o texto. Rousseau discute dois tipos de desigualdade: desigualdade natural ou física e desigualdade ética ou moral. Desigualdade natural envolve diferenças entre o corpo de um ser humano e o de outro - é um produto da natureza. Rousseau não se preocupa com esse tipo de desigualdade porque afirma que não é a raiz da desigualdade encontrada na sociedade civil. Em vez disso, ele argumenta que a desigualdade moral é exclusiva da sociedade civil e é evidenciado nas diferenças de "riqueza, nobreza ou posição, poder e mérito pessoal".  Este tipo de desigualdade é estabelecido por convenção. Rousseau parece ter uma visão cínica da sociedade civil, onde o homem se desviou de seu "estado natural" de independência e liberdade individual para satisfazer suas necessidades e desejos individuais.
Sua discussão começa com uma análise de um homem natural que carrega, junto com algumas espécies animais desenvolvidas, instintos de autopreservação - um amor não destrutivo de si mesmo (amour de soi même) - e uma "repugnância natural" ao sofrimento - uma pena ou compaixão natural. O homem natural age apenas para seu próprio bem e evita conflitos com outros animais (e humanos). O homem natural de Rousseau é mais ou menos como qualquer outro animal, com "a autopreservação sendo sua principal e quase única preocupação" e "os únicos bens que ele reconhece no universo" sendo comida, uma fêmea e sono ... O homem de Rousseau é um homem "selvagem". Ele é um solitário e autossuficiente. Qualquer batalha ou escaramuça era apenas para se proteger. O homem natural estava em ótimas condições, rápido e forte, capaz de cuidar de si mesmo. Ele matou apenas para sua própria autopreservação.
A distinção antropológica do homem natural (do reino animal) é baseada em sua capacidade de "perfectibilidade" e senso inato de sua liberdade. O primeiro, embora traduzido como "perfectibilidade", nada tem a ver com um impulso de perfeição ou excelência, o que pode confundi-lo com a ética da virtude. Em vez disso, a perfectibilidade descreve como os humanos podem aprender observando os outros. A liberdade humana não significa a capacidade de escolher, o que exigiria razão, mas sim a capacidade de abster-se do instinto. Somente com essa capacidade os humanos podem adquirir novos hábitos e práticas.
A característica mais importante do homem natural de Rousseau é que ele carece de razão, em contraste com a maior parte da tradição intelectual ocidental. Rousseau afirma que o homem natural não possui razão ou linguagem (na qual está enraizada a geração da razão) ou sociedade - e essas três coisas se condicionam mutuamente, de modo que nenhuma pode existir sem as outras.
O homem natural de Rousseau difere significativamente do homem de Hobbes e é uma resposta a ele; Rousseau diz isso em vários pontos de sua obra. Ele pensa que Hobbes confunde o ser humano no estado de natureza com o ser humano na sociedade civil. Ao contrário do homem natural de Hobbes, o de Rousseau não é motivado pelo medo da morte porque ele não pode conceber esse fim; assim, o medo da morte já sugere um movimento para fora do estado de natureza . Além disso, esse homem natural, ao contrário de Hobbes, não está em constante estado de medo e ansiedade. O homem natural de Rousseau possui algumas qualidades que lhe permitem distinguir-se dos animais por um longo período de tempo.
O processo pelo qual o homem natural se torna civilizado é incerto no Discurso, mas poderia ter duas ou três causas diferentes. As causas mais prováveis são ambientais, de modo que os humanos se aproximaram e começaram a coabitar, o que por sua vez facilitou o desenvolvimento da razão e da linguagem. Da mesma forma, a "perfectibilidade" humana poderia explicar essa mudança na natureza do ser humano. Rousseau não está realmente interessado em explicar o desenvolvimento, mas reconhece sua complexidade.
O que é importante é que, com a existência social primitiva (precedendo a sociedade civil), os humanos ganham "auto-estima" ("amour propre") e a maior parte do restante do relato de Rousseau se baseia nisso. A crítica de Rousseau da sociedade civil baseia-se principalmente nas características psicológicas do homem civil, com o amour propre empurrando os indivíduos a se comparar com os outros, a adquirir um senso de identidade correspondente a isso e a dissolver a piedade natural do homem natural.

O início da parte dois dramaticamente imagina alguma alma errante solitária plantando as estacas que primeiro estabelecem a propriedade privada: "A primeira pessoa que, tendo cercado um terreno, pensou em dizer que isto é meu e encontrou pessoas simples o suficiente para acreditar ele, foi o verdadeiro fundador da sociedade civil”. Mas Rousseau então esclarece que este momento foi pressagiado por uma série de condições ambientais e racionais que o tornaram possível. Para Rousseau, mesmo o conceito de propriedade privada exigia uma série de outros conceitos para se formar.

## Edições em Português
1. Rousseau, Jean-Jacques, Discurso sobre a origem e a Desigualdade entre os Homens, tradução de Hugo Barros (Lisboa: Edições 70, 2020)